# 里夫河

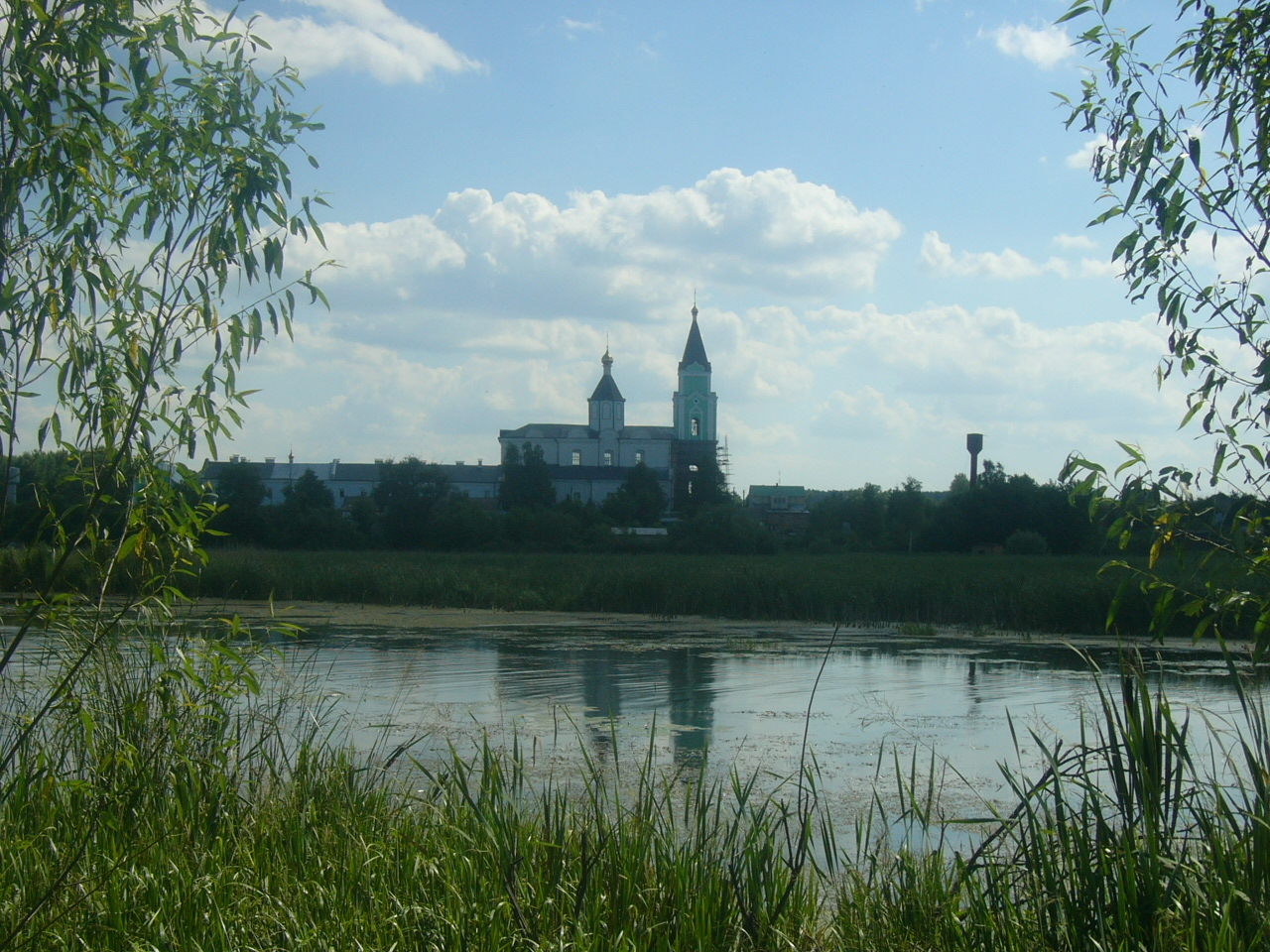

里夫河（羅馬化：Riv）是烏克蘭的河流，為南布格河的支流。流經西部赫梅利尼茨基州和文尼察州，主要河畔定居點有巴爾，河道全長104公里，流域面積1,162平方公里。